# Langues helléniques
Les langues helléniques ou « arcado-chypriote commun » sont une branche de la famille des langues indo-européennes. Elles regroupent le grec et des langues linguistiquement proches. Le groupe des langues helléniques est proche de celui des langues paléo-balkaniques comme l'ancien macédonien dans les Balkans et le phrygien en Anatolie, à ceci près que le groupe hellénique est centum tandis que le groupe paléo-balkanique est satem ou « satemisé ».
Cette branche des langues indo-européennes se subdivise de la façon suivante :
- groupe hellénique
  - arcadochypriote : 
    - mycénien
    - arcadien, chypriote, pamphylien

  - ionien-attique : 
    - attique (grec ancien)
      - koinè (moyen grec commun)
        - grec moderne

    - ionien (d’Asie, insulaire, d’Eubée)

  - éolien (béotien, lesbien, thessalien)
  - ancien macédonien
  - groupe occidental
    - dorien (laconien, argien, corinthien, etc.)
      - tsakonien
      - italiote

    - éléen, étolien, locrien, phocidien